# 三溪镇 (通江县)
三溪乡，是中华人民共和国四川省巴中市通江县下辖的一个乡镇级行政单位。

## 行政区划
三溪乡下辖以下地区：
三溪街道社区、爱国村、金碑村、纳溪坝村、桅杆坪村、永乐村和张家山村。